# Cité Suchard

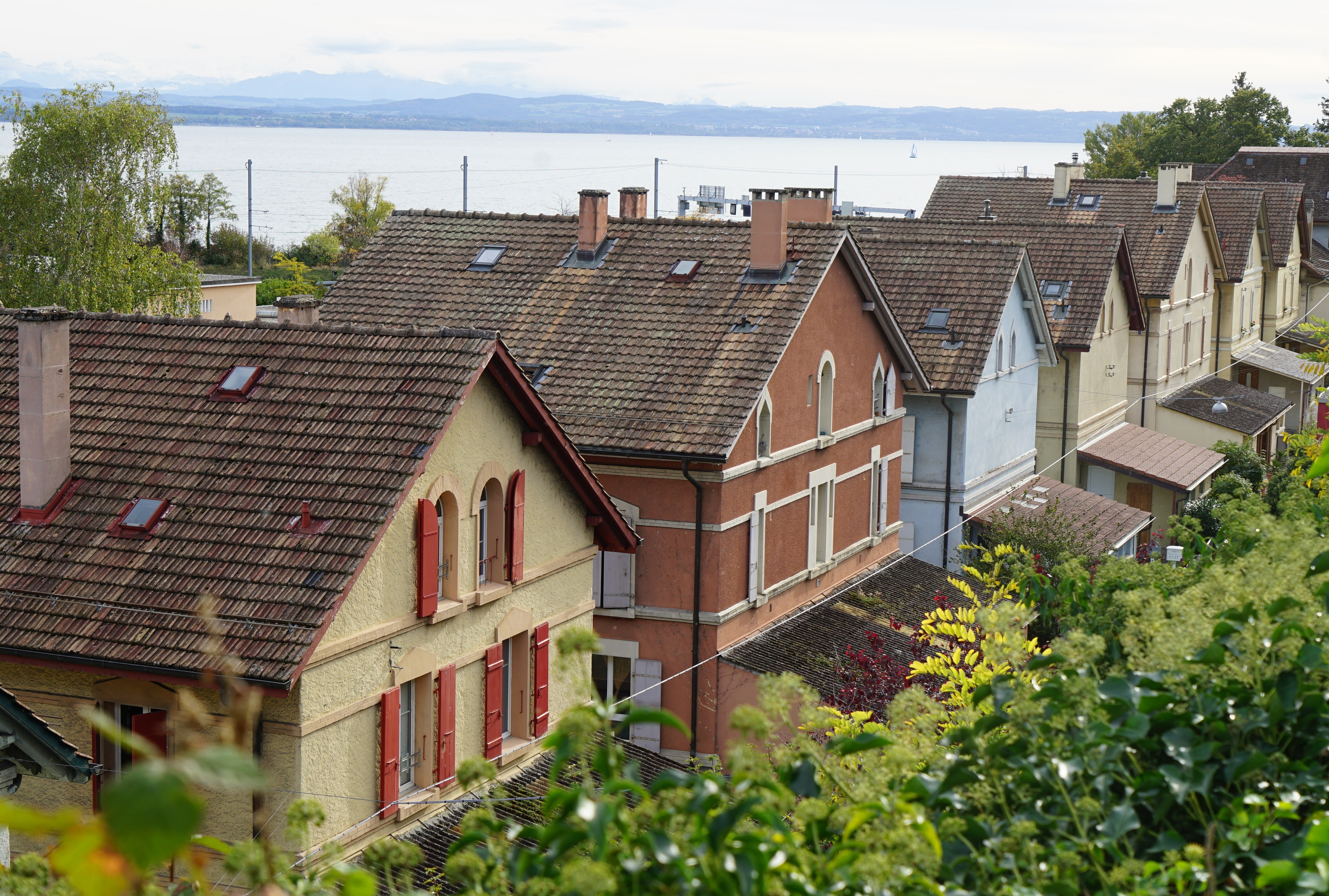
Teilansicht der Häuserzeile, 2023

Die Cité Suchard ist eine denkmalgeschützte Arbeitersiedlung in Neuenburg (französisch Neuchâtel) in der Schweiz. Das Ensemble wurde in drei Abschnitten von 1886 bis 1896 für die Schokoladenfabrik Suchard erbaut.

## Lage
Das Areal gehört zum Industriequartier Serrières und lag früher direkt am Neuenburgersee. Der Uferstreifen wurde für eine Abfahrt an der 2014 fertiggestellten A5 sowie die Hauptstrasse 5 verbreitert.

## Geschichte

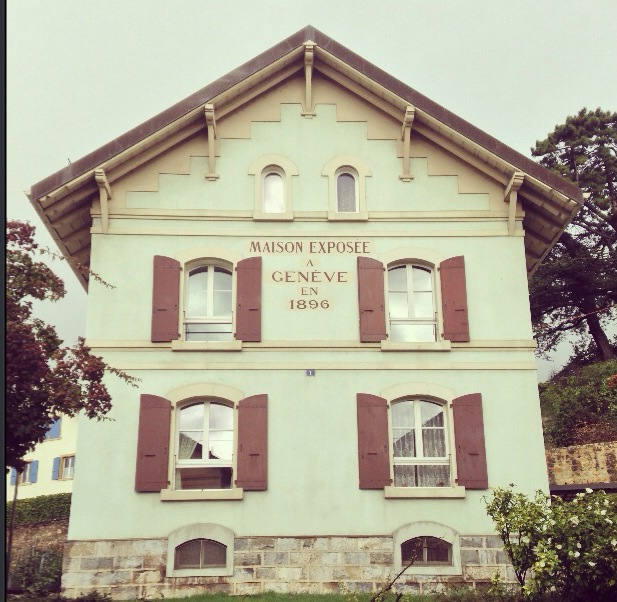
Ansicht des in Genf ausgestellten Hauses

Im Jahr 1826 gründete Philippe Suchard (1797–1884) in Serrières die Schokoladenfabrik Ph. Suchard. Unter Philippe Suchard jr. (1834–1883) und Carl Russ-Suchard (1838–1925) erlebte die Fabrik ihren Aufschwung. Die sechzehn Arbeiterhäuser der Siedlung wurden von den Architekten William Mayor und Eugène Colomb in drei Bauabschnitten von 1886 bis 1896 für das Unternehmen errichtet, zwei weitere Häuser folgten 1908. Die Waschküche wurde 1887 erbaut, die Gemeinschaftsküche 1897. In Genf wurde eines der Häuser 1896 ausgestellt und später oberhalb der Siedlung wieder neuerrichtet.
Seit 1960 werden die Häuser durch ein gemeinsames Heizwerk versorgt. Suchard plante 1982 eine Sanierung der Siedlung und schrieb einen Architekturwettbewerb aus. Stattdessen verkaufte das Unternehmen die Häuser in Form von Miteigentum an die Bewohner. Die Heizzentrale und Waschküche wurde 1996 um einen Gemeinschaftssaal für 70 Personen aufgestockt. Der Bau trägt eine Plakette als Musterbeispiel zeitgenössischer Architektur der Stadt Neuenburg. 
Die Siedlung ist als Kulturgut von regionaler Bedeutung (B-Objekt, KGS-Nummer 04103) in das Schweizerische Inventar der Kulturgüter eingetragen.

## Belege
1. ↑  Neuchâtel-Serrières – Rund um das Erbe von Suchard. (PDF, 8,1 MB, dreisprachig) abgerufen am 11. November 2023.
2. ↑  Kantonsliste A- und B-Objekte Kanton NE. Schweizerisches Kulturgüterschutzinventar mit Objekten von nationaler (A-Objekte) und regionaler (B-Objekte) Bedeutung. In: Bundesamt für Bevölkerungsschutz BABS – Fachbereich Kulturgüterschutz, 1. Januar 2024,  (PDF; 267 kB, 7 S., Revision KGS-Inventar 2021 (Stand: 1. Januar 2023)).

Koordinaten: 46° 58′ 57,3″ N, 6° 54′ 25″ O; CH1903: 559549 / 203640